# Whitecross (Falkirk)
Whitecross ist eine Ortschaft am Ostrand der schottischen Council Area Falkirk. Sie liegt etwa neun Kilometer östlich von Falkirk und 24 Kilometer westlich von Edinburgh. Die nächstgelegene Stadt ist das drei Kilometer entfernte Linlithgow in West Lothian. Der Bach Manuel Burn, der östlich in den Grenzfluss Avon mündet, tangiert Whitecross im Süden. Südlich der Ortschaft verläuft seit dem 19. Jahrhundert der Union Canal. Der Avon Aqueduct, welcher den Kanal über den Avon führt, ist in den schottischen Denkmallisten in der höchsten Kategorie A gelistet.

## Geschichte
Im 12. Jahrhundert wurde am Ort des heutigen Whitecross ein Kloster der Zisterzienser gegründet. Wahrscheinlich im frühen 15. Jahrhundert entstand das L-förmige Tower House „Almond Castle“, das im folgenden Jahrhundert erweitert wurde. In den 1780er Jahren war Almond Castle bereits verlassen und heute sind nur noch wenige Überreste der ehemaligen Festung erhalten.
Im 20. Jahrhundert entwickelte sich Whitecross im Zusammenhang mit dem Kohleabbau und der Kohleveredlung. Die Einwohnerzahlen sind seit Mitte des Jahrhunderts rückläufig. Lebten 1961 noch 1153 Einwohner in Whitecross, so wurden im Rahmen des Zensus 2011 noch 776 Personen gezählt.